# Mittelwasungen
Mittelwasungen ist ein Gemeindeteil der oberfränkischen Stadt Neustadt bei Coburg im Landkreis Coburg.

## Lage
Mittelwasungen liegt etwa sieben Kilometer südlich von Neustadt. Nördlich vom Dorf fließt der Wasunger Bach. Gemeindeverbindungsstraßen nach Unterwasungen und Oberwasungen führen durch den Ort.

## Geschichte
Mittelwasungen wurde 1291 in einem Bestätigungs- und Schutzbrief des Papstes Nikolaus IV. für das Kloster Sonnefeld als „Wasungen medium “erstmals urkundlich erwähnt. Der Ort hat wohl seinen Namen von dem althochdeutschen Wort „waso“ erhalten, das so viel wie feuchter Rasen oder Wiesenplatz heißt. Die Lage in einem Tal mit einer Wiese war somit für den Ortsnamen bestimmend.
Im Jahr 1323 bezeichnet eine Urkunde den Ort als „inferior Wasungen“. 1429 erhielt der Fechheimer Pfarrer vom Kloster die Jungfernwiese als Ersatz für entfallende Gebühren durch den Verzicht auf das Taufrecht bei den Kindern aus Hofstädten zugunsten der dortigen Kirche. Im Jahr 1516 waren sieben Güter, eine Sölde und das Jungferngut Eigentum des Klosters Sonnefeld. Das Plestegut gehörte dem Landesherrn.
Infolge des Dreißigjährigen Kriegs gab es statt sieben wehrfähigen Männern im Jahr 1618 zwanzig Jahre später nur noch einen. 1636 wurden die Äcker nicht bestellt und von den durchschnittlich drei Pferden und drei Stück Rindvieh auf den Gütern lebte kein Tier mehr.
Mittelwasungen war seit dem Mittelalter Filialgemeinde von Fechheim. Zusätzlich gehörte der Ort zum Fechheimer Schulsprengel.
Nach dem Tod von Herzog Albrecht im Jahr 1699 kam Mittelwasungen als Teil des Amtes Sonnefeld im Jahr 1705 zu Sachsen-Hildburghausen. 1826 gelangte das Amt Sonnefeld gemäß dem Teilungsvertrag zu Hildburghausen wieder zu Sachsen-Coburg. In einer Volksbefragung am 30. November 1919 stimmten 4 Mittelwasungener Bürger für den Beitritt des Freistaates Coburg zum thüringischen Staat und 24 dagegen. Ab dem 1. Juli 1920 gehörte Mittelwasungen zum Freistaat Bayern.
Bei der Reichstagswahl vom 5. März 1933 bekamen die NSDAP und die Kampffront Schwarz-Weiß-Rot von 35 abgegebenen Stimmen jeweils 16.
Im Ersten Weltkrieg verloren zwei und im Zweiten Weltkrieg vier Mittelwasungener Soldaten ihr Leben.
Am 1. Januar 1971 schloss sich Mittelwasungen mit den Gemeinden Aicha, Fechheim, Fürth am Berg, Plesten und Unterwasungen zur Gemeinde Wasung zusammen. Am 1. Januar 1976 wurde Wasung aufgelöst und Mittelwasungen als Stadtteil nach Neustadt bei Coburg eingegliedert.
Die Trinkwasserversorgung erfolgte früher durch Haus- und Pumpbrunnen. Eine private Anlage mit drei Hausanschlüssen gab es 1910. Ab 1962 erfolgte die Wasserversorgung durch den Zweckverband Spittelsteiner Gruppe, der 1986 durch die Stadtwerke Neustadt übernommen wurde. Stromlieferanten waren ab September 1920 das Überlandwerk der Gumpertschen-Mühle in Mupperg und ab Sommer 1933 das Bamberger Überlandwerk Oberfranken. 1997 übernahmen die Stadtwerke Neustadt die Stromversorgung. 1987 hatte Mittelwasungen 14 Wohngebäude, im Jahr 1949 waren es sieben weniger.

## Einwohnerentwicklung
| Jahr | Einwohnerzahl |
| ---- | ------------- |
| 1858 | 77            |
| 1900 | 65            |
| 1925 | 66            |
| 1933 | 66            |
| 1939 | 53            |
| 1946 | 100           |
| 1950 | 88            |
| 1961 | 79            |
| 1980 | 70            |
| 1987 | 67            |
| 2013 | 59            |
| 2020 | 66            |